# (38403) 1999 RU197
1999 RU197 (asteroide 38403) é um asteroide da cintura principal. Possui uma excentricidade de 0.04841610 e uma inclinação de 13.99397º.
Este asteroide foi descoberto no dia 8 de setembro de 1999 por LINEAR em Socorro.